# مات بيرستون
مات بيرستون (بالإنجليزية: Matt Burston)‏ مواليد 25 نوفمبر 1982، هو لاعب كرة سلة أسترالي بدأ مسيرته الاحترافية في سنة 2000 يلعب في الدوري الأسترالي لكرة السلة ويحمل الرقم 22. يبلغ طوله 6 قدم 11 بوصة (2.1 م).

## فرق لعب لها
- النادي العربي الرياضي (قطر)